# Carl Wahlgren
Ej att förväxla med skådespelaren Carl August Wahlgren (1855–1908)
Carl August Wahlgren, född 30 december 1856 i Skedevi församling i Östergötlands län, död 10 mars 1917 i Hedvig Eleonora församling i Stockholm, var en svensk jurist och ämbetsman. Han var far till Nils och Ivar Wahlgren, farfar till Hans Wahlgren samt farfars far till Niclas, Pernilla och Linus Wahlgren.

## Biografi
Carl Wahlgren föddes 1856 i Skedevi församling. Wahlgren blev student vid Uppsala universitet 1875 och tog examen till rättegångsverken 1883. 1886 blev han vice häradshövding, 1887 biträdande länsnotarie i Stockholms län, 1890 länsbokhållare där och 1895 kronofogde i Svartsjö fögderi varpå han 1895 till 1902 var sekreterare vid Stockholms läns landsting. Han var sedan landskamrerare i Stockholms län från 1903 till 1917. Wahlgren blev sekreterare och ombudsman vid Stockholms läns brandstodsbolag 1900.
Wahlgren tillhörde släkten Wahlgren från Småland. Fadern August Magnus Wahlgren var kyrkoherde i Skedevi och modern Josefina Loenbom var dotter till prosten Carl Johan Loenbom i Misterhult, Småland. Carl Wahlgren var från 1893 gift med Anna Mellgren (1863–1928) och fick barnen Nils Wahlgren (1896–1987), Elin Lignell (1898–1973), gift med Anders Lignell, och Ivar Wahlgren (1901–1983).
Han är tillsammans med hustrun begravd på Norra begravningsplatsen i Stockholm.